# 太刀山峯右エ門
太刀山 峯右エ門（たちやま みねえもん、1877年8月15日 - 1941年4月3日）は、現在の富山県富山市吉作（出生時は石川県婦負郡吉作村）出身で友綱部屋に所属した大相撲力士。第22代横綱。本名は老本 弥次郎（おいもと やじろう）。

## 経歴

### 幼少期～入門
1877年に呉羽丘陵の近くの、農業の傍ら製茶業、豆腐業を営む老本治助の次男として生まれた。秀業小学校（現・富山市立呉羽小学校）卒業とされている。老本家の茶は品評会で常に一等で、幼い頃から茶葉の手揉みを手伝っていたことから怪力が付き、これによって針のごとく鋭い優良品を生み出し、茶の品評会では必ず優勝したという。兵役検査での優秀な成績が評判になり、友綱が貴重な逸材として欲しがったが本人は相撲に興味が無く、実家も長男を早く失っているので猛反対された。諦め切れない友綱は板垣退助や西郷従道、さらには警察署長や当時の富山県知事である金尾稜厳を動員して、1899年に友綱部屋へ入門させた。

### 初土俵以降
肩の故障や流感や脚気などの影響で、入門1年後の1900年5月場所に幕下付け出しで初土俵を踏む。四股名は地元・富山県の立山と常陸山谷右エ門に迫れという願いを込めて板垣退助によって「太刀山」と命名された。
下半身の硬さに難があることから四つ相撲には向かず、徹底して突き押しを磨いた。これが功を奏して順調に実力を付けていったが、その強さゆえに友綱一門には太刀山と稽古できる力士は少なかった。そこで、友綱が常陸山に「太刀山に稽古をつけて欲しい」と頼んだところ快諾され、駒ヶ嶽國力と共に稽古を付けてもらった。その双手突きの威力は誰も二突きとは耐えられないという意味から、一突き半→一月半→45日という洒落から「四十五日の鉄砲」と渾名され恐れられた。太刀山の双手付きは、大関時代の1910年6月場所3日目に小常陸由太郎を立合いの1発で桟敷まで突き飛ばし、足で桟敷を突き破った小常陸は負傷して翌日から休場、翌場所は全休することとなったほか、8日目には八嶌山平八郎が太刀山の強烈な突き押しを怖がって、太刀山が手を出す前に土俵から逃げ出した（太刀山は前に歩いたのみで、決まり手は「にらみ出し」と言われた）。
常陸山に対しては上手く返されて負けていたが、前頭筆頭だった1904年5月場所に常陸山が休場した隙をついて8勝1敗の優勝相当成績を挙げる。1905年5月場所には小結を飛び越して関脇、1907年5月場所でついに常陸山から初勝利を挙げ、8勝1敗と2度目の優勝相当成績を挙げる。

### 横綱として
駒ヶ嶽とは関取になる前から並び称されたが、大関争いとなると太刀山の陣営には横綱が大砲万右エ門と2代梅ヶ谷、大関も國見山悦吉と荒岩亀之助が存在しており、上が詰まって逆に相手陣営に大関がいないことから先を越された。大砲・荒岩の引退によって、1909年6月場所の両國相撲常設館（旧・両国国技館）の完成とともに大関に昇進する。この場所8日目碇潟に敗れるが、翌日駒ヶ嶽を破ってから、1912年1月場所8日目で2代西ノ海に敗れるまで43連勝（4分2預1休）を記録。この間1910年6月場所と1911年2月場所での連覇で、吉田司家から明治時代で最後となる横綱免許を授与された。1911年2月7日、8日両日は勝負検査役不信任問題のため休業となっていた。
この敗戦後も再び白星を重ね、1913年1月場所・1915年1月場所・1916年1月場所と全休が3回あるものの、常陸山に対する引分・小常陸に対する休み（当時は相手が休むと自らも休みになる）・2代朝潮に対する預り（軍配は太刀山だが物言いがついた）を挟み、1916年5月場所8日目で栃木山守也に敗れるまで56連勝を記録した。その栃木山戦では、栃木山が上手く立って右ハズで攻めたが、太刀山は左から栃木山の右を抱えて小手に振り、右ハズで強引に割り出そうとした。これをこらえた栃木山は、左も差してもろ差しとなり、太刀山が強引に寄ろうとすると、右掬い投げで太刀山の体を崩し、渾身の力でそのまま寄り切った。
56連勝は引分や預り、休場を挟んだものとしては双葉山定次、谷風梶之助・白鵬翔（同数2位）、梅ヶ谷藤太郎 (初代)に次ぐ史上5位、43連勝は谷風・雷電爲右エ門らと並んで史上9位タイに位置する。またこの二つの連勝の間の敗戦は1912年1月場所8日目の西ノ海戦だけなので、この西ノ海戦に勝っていれば丁度100連勝に達していたことになる。だが当時は数字的な記録への関心が低く、太刀山本人も連勝を意識していなかった。彼の連勝が当時、谷風、梅ケ谷に次ぐものであったことが話題になったのは、双葉山が1938年5月場所に66連勝を達成した後、酒井忠正が『相撲』誌に掲載した「双葉山と古今先人の比較」に、過去の連勝記録を調査した結果を発表したときである。すると、このとき太刀山は「西ノ海に負けたのは八百長だったが、連勝記録を知っていたら八百長などしなかった」と残念がったという。
1917年1月場所の千秋楽、この場所で綱取りを賭けていた大錦卯一郎との全勝対決に敗れ、大錦の横綱昇進が決定的になった。感極まった観客達は総立ちになり、帯や羽織、座布団に加えて灰皿や火鉢、ミカンも土俵に投げ込まれ、さらに興奮の余り土俵に上って逆立ちをする者や大錦に泣きながら飛び付く者まで現れたと伝わっており、国技館内は観客の騒ぎで前代未聞の大騒動になった。結果的にこの一戦が太刀山の現役最後の取組となり、その後の稽古で右脚を捻挫、また稽古を付けてもらった常陸山の弟子に敗れたことで体力の限界を感じ、1918年1月場所で引退した。

### 引退後
引退後は年寄・東関を襲名して独立したが、勝負検査役選挙での落選を機に相撲界に嫌気が差し、旧国技館前にあった部屋の施設ごと弟子を3代高砂へ譲って1919年に協会を廃業した。廃業後は大相撲で巨万の富を築いたこともあり、趣味としていた富士山の絵を描きながら、悠々自適の余生を過ごした。
1937年2月には自身の還暦を記念して、木村瀬平・鳴戸を従えて赤い綱を締め、後援者の主催で史上初となる「還暦土俵入り」を上野精養軒にて披露した。1941年4月3日に死去。63歳没。

## 人物
現在より小さい13尺土俵（現在は15尺）だったためもあるが、全勝を5度記録するなど、突っ張りを得意とした力士としてはその安定感が特筆される。友綱は「古今最強の力士は幕末の陣幕久五郎、そして我が太刀山」と言ったと伝わる。後に双葉山が全勝8回を記録するまでは全勝最多記録保持者だった。
40kgの砲弾も片手で持ち上げ振り回したり、釜山でロシア製の500kg砲丸を一人で運ぶ怪力だった。当時の生物図鑑では「ゴリラは太刀山のように強力な動物」とも説明されていた。この怪力を活かし、相手を捕まえて背中から落とす「呼び戻し」は、仏壇返しの異名で突っ張りとともに恐れられた。
当時は常陸山に代表される「がっぷり四つでしのぎあう相撲」が全盛で、太刀山の瞬間で勝負をつける取り口は面白みに欠けると批判された。しかし現在では「梅常陸時代」と、栃木山守也のスピード感ある近代相撲との橋渡しをした存在として、その功績は高く評価されている。
その実力は相撲の領域に留まらず、ある時の上海巡業でインド人レスラー集団を手玉に取った逸話が伝わる。結果として第一次世界大戦を受けて中止となったものの、当時世界最強のレスラーといわれたジョージ・ハッケンシュミットとの異種格闘技戦も内定していたという。
飲み打つ買うの三道楽に心を寄せることはなく、計数理材に長じていたので引退時には莫大な財産を蓄えていた。だが、当時の力士間では、吝嗇を恥とする江戸ッ子的気風が支配的だったため、それが人望を得られなかった原因となっている。天竜三郎も「人格的に、どういうわけかあまり評判がよくなかった。金銭に非常に汚いところがあったらしいんだ。だから、引退してからも人望があまりなくてね。途中で年寄やめちゃってる」などと語っている。
後世には温厚な性格と伝わる。好きな酒は大正時代に流通していた「サクラビール」というビール。現役時代の趣味は狩猟。
福井江亭に日本画を学び、富士山の絵を得意とした。太刀山の富士は「依頼の絹布が山と積まれた」と言われるほど人気があり、現在でもかなりの数が出回っている。

## エピソード
- 23歳と遅い年齢で入門したことから、現役時を振り返るときには「私のような中年者が…」を口癖のようにしていたという。
- 1910年に小常陸との取り組みが組まれた際、その前日に小常陸の後援者が、太刀山に上手く相撲を取らせないようにしようと酒を多く飲ませて二日酔いを狙ったところ、結果的に返り討ちにされた（神嵜重太郎が芸者をあてがって、太刀山を一晩寝させない策を取ったとも言われている）。
- 現役時代のある時、稽古場に当時の幕内力士全員を呼んで土俵の内側に足で1m程の丸を描き「ここからワシを押し出したら賞金10円やるぞ」と言って挑戦させた。太刀山が活躍した大正時代の10円は今なら数十万円になるが、誰にも出来なかったという[14]。
- 双輪の綱を締め両手を広げてせりあがる、現在で言う「不知火型土俵入り」の完成者と言われているが、本人は「16代木村庄之助に勧められ、雲龍久吉の型を真似た」としていた。やくみつるが「脇をきつく締めて掌を常に上に向けていた。」という内容の考察[19]をしており、「重たい岩をも支える腕の形」という不知火型土俵入りのせり上がりに見られる本質があらわれていたというような評価をされている。
- 引退の際に出た伝記『太刀山』には、「鬼面山の式に拠れる土俵入を為し」[20]とあり、鬼面山が綱姿で両手を広げている写真も現存しているが、太刀山が鬼面山をモチーフとしたという証言はない。
- 当時では珍しく食事面から健康に気を使ったが、還暦土俵入りが出来たのはこれが功を奏したためとも思われる。晩年は大阪横綱の若嶌權四郎や立浪と良い囲碁仲間で、茶飲み話に花が咲いて興が乗ると、立浪の自宅にあった中庭で相撲を取ることもあったという。ある時、東西合同相撲で若嶌と引き分けた話が出たところ、決着を付けようと立ち合った。しかし、四つに組んだ後は微動だにせず「分けじゃ。分けじゃ。このままでええ」と笑いあった。
- 1940年に太刀山自身の寄付で立てられた『相撲殿』を創始とする『太刀山道場』という名前の相撲場が富山市立呉羽小学校に存在する[21]。この相撲場は一度解体されたが、太刀山の次女の寄付で1980年5月24日再建されたものである[22]。また同小学校の卒業生には高砂部屋所属の朝乃山英樹がおり、彼も4年生の時から太刀山道場で稽古していた。令和元年5月場所において富山県出身者として大正5年5月場所の太刀山以来103年ぶりとなる幕内優勝を果たし[23]、翌年3月には111年ぶりの大関昇進を果たした。
- 2004年11月頃、10代友綱は弟子の魁皇に対して「横綱に昇進したら太刀山を襲名しないか?」とさらなる奮起を促したという。当時、魁皇の場所後の横綱昇進が囁かれていた時の逸話で、マスコミなども「魁皇が横綱に昇進すれば、友綱部屋からは太刀山以来」と報じていたが、正確には2004年当時活動していた友綱部屋は旧・高嶋部屋を前身とし、魁皇に系統のつらなる横綱としては吉葉山潤之輔がいる。また太刀山が一時名乗った東関部屋からは、やはり突っ張りを得意として「平成の太刀山」と呼ばれた曙太郎が出ている。
- 1911年6月場所の優勝額は当初披露された際は太刀山が横向きポーズであったが、のちにやや横向きに訂正された[10]。
- 不知火型を経験した横綱が還暦土俵入りを行なったのは太刀山と旭富士の2人だけである。

## 主な成績
- 現役在位場所数：36場所
- 通算成績：221勝33敗13分5預73休
- 十両在位：2場所
- 十両成績：16勝3敗1分
- 幕内在位：31場所
- 幕内成績：195勝27敗10分5預73休　勝率.878
- 横綱在位：14場所
- 横綱成績：84勝3敗51休1分1預
- 優勝：9回（ほか優勝相当成績2回）

優勝は国技館開館後9回、それ以前にも優勝相当成績が2回ある。前述の通り大関昇進以後は無敵で、横綱時代に喫した黒星は僅か3（与えた金星は0）で勝率は.966。東京相撲の横綱としては谷風を1厘上回り、1場所しか勤められなかった勝率10割の陣幕を除けば最高記録である。歴代横綱で唯一、金星配給経験が全く無い。
協会を離れたことで歴史的評価の面では少なからず損をしており、横綱としての純粋な強さという意味では史上最強との呼び声も少なくない。

### 場所別成績
| 1900年 （明治33年） | x                    | 幕下付出 4–0          |
| 1901年 （明治34年） | 東幕下6枚目 2–2      | 東幕下4枚目 4–1 2分   |
| 1902年 （明治35年） | 東十両8枚目 6–3 1分  | 東十両3枚目 10–0      |
| 1903年 （明治36年） | 東前頭9枚目 6–3–1    | 東前頭2枚目 4–4–1 1分 |
| 1904年 （明治37年） | 東前頭2枚目 7–2–1    | 東前頭筆頭 8–1–1      |
| 1905年 （明治38年） | 東前頭筆頭 7–1–1 1預 | 東関脇 5–2–2 1分      |
| 1906年 （明治39年） | 東関脇 7–2–1         | 東関脇 4–1–5          |
| 1907年 （明治40年） | 東関脇 5–1–3 1分     | 東関脇 8–1–1          |
| 1908年 （明治41年） | 東関脇 6–2–1 1預     | 東関脇 7–1–1 1分      |
| 1909年 （明治42年） | 西関脇 6–1–2 1分     | 西大関 8–2            |
| 1910年 （明治43年） | 西大関 6–0–1 1預2分  | 西大関 9–0 1分        |
| 1911年 （明治44年） | 西大関 8–0 1預1分    | 西横綱 10–0           |
| 1912年 （明治45年） | 東横綱 8–1 1分       | 西横綱 10–0           |
| 1913年 （大正2年） | 西張出横綱 0–0–10    | 東横綱 10–0           |
| 1914年 （大正3年） | 東横綱 10–0          | 西横綱 8–0–1 1預      |
| 1915年 （大正4年） | 西横綱 0–0–10        | 西横綱 10–0           |
| 1916年 （大正5年） | 西横綱 0–0–10        | 西横綱 9–1            |
| 1917年 （大正6年） | 東横綱 9–1           | 東横綱 0–0–10         |
| 1918年 （大正7年） | 西横綱 引退 0–0–10   | x                     |
| 各欄の数字は、「勝ち-負け-休場」を示す。 優勝 引退 休場 十両 幕下 三賞：敢=敢闘賞、殊=殊勲賞、技=技能賞 その他：★=金星 番付階級：幕内 - 十両 - 幕下 - 三段目 - 序二段 - 序ノ口 幕内序列：横綱 - 大関 - 関脇 - 小結 - 前頭（「#数字」は各位内の序列） |                      |                       |

- 1909年1月までは千秋楽に幕内力士は取組が組まれないのが通例だったので、「1休」は休場ではない。

## 関連文献
- 横浜新報著作部 編『当世力士銘々伝』太刀山峰右衛門,横浜新報社,明36.2. 国立国会図書館デジタルコレクション
- 森紫南 編『加越能力士大鑑 : 一名・三州相撲史』,加越能力士大鑑発行所,大正1.国立国会図書館デジタルコレクション
- 武侠世界社 編『古今相撲評話』,武侠世界社,大正2. 国立国会図書館デジタルコレクション
- 竜野周一郎 編『太刀山』,太刀山会,大正7. 国立国会図書館デジタルコレクション
- 横山健堂 著『日本相撲史』,富山房,昭和18. 国立国会図書館デジタルコレクション
- 『昭和平成 大相撲名力士100列伝』（著者:塩澤実信、発行元:北辰堂出版、2015年）p256-257